# ارنی بریدوود
ارنی بریدوود (انگلیسی: Ernie Braidwood; ۱۴ آوریل ۱۸۹۵ – ۱۶ ژوئیهٔ ۱۹۶۸) بازیکن فوتبال اهل بریتانیا بود.
از باشگاه‌هایی که در آن بازی کرده‌است می‌توان به باشگاه فوتبال اولدهام اتلتیک، باشگاه فوتبال نیو میلز، باشگاه فوتبال چسترفیلد، باشگاه فوتبال روچدیل، و باشگاه فوتبال نلسون اشاره کرد.